# Southern National Park
Southern National Park är en nationalpark i Sydsudan. Den ligger i den centrala delen av landet, 400 kilometer nordväst om huvudstaden Juba. Southern National Park ligger 471 meter över havet.
Omgivningarna runt Southern National Park är huvudsakligen savann.